# Алехандро Гарначо
Алехандро Гарначо Ферейра (на испански: Alejandro Garnacho Ferreyra) е аржентински футболист, който играе за Манчестър Юнайтед и националния отбор на Аржентина.
Роден е в Мадрид, Испания и започва футболната си кариера в „Хетафе“. След това преминава през младежките формации на „Атлетико“ Мадрид и „Манчестър Юнайтед“. На 27 октомври 2022 година прави дебюта си в мъжкия състав на „Манчестър Юнайтед“ в мач срещу „Шериф“ Тираспол в мач от Лига Европа. На 3 ноември отбелязва и първия си гол в същия турнир в мач срещу „Реал Сосиедад“. Във Висшата лига отбелязва първия си гол на 13 ноември в победа срещу Фулъм.
Гарначо има испанско и аржентинско гражданство, защото майка му е аржентинка, а баща му испанец. Като младеж има три мача за националния отбор на Испания под 18 години. От 2022 година обаче започва да играе за Аржентина. В мъжкия отбор на Аржентина прави дебюта си на 15 юни 2023 година в приятелски мач срещу Австралия.
Гарначо и приятелката му Ева имат син – Енцо, който е роден на 4 октомври 2023 година.
Кумира му е Кристиано Роналдо

## Успехи
Манчестър Юнайтед U18
- FA Youth Cup: 2021 – 22

Манчестър Юнайтед
- Купа на лигата на Англия: 2022 – 23[4]
- Купа на Англия второ място: 2022 – 23[5]